# All of Us
All of Us (Elas e Eu no Brasil) é uma sitcom norte-americana, que estreou na rede americana UPN em 16 de setembro de 2003, onde foram exibidas as três primeiras temporadas. Em 1 de outubro de 2006, o seriado migrou para o The CW, uma nova rede formada pela fusão da UPN com a The WB (cuja empresa irmã Warner Bros. Television produziu a série), onde foi ao ar por mais uma temporada antes de ser cancelada em 14 de maio de 2007. No Brasil foi exibida pelo SBT.

## Sinopse
A série, que foi vagamente baseada nos criadores e produtores executivos Jada Pinkett Smith e na própria família mista de Will Smith, gira em torno de Robert James (Duane Martin), um apresentador de televisão que está separado de Neesee (LisaRaye McCoy), com quem tem um filho, Bobby (Khamani Griffin). Atualmente, ele é noivo de Tia Jewel (Elise Neal), a professora de Bobby. Robert tenta criar o filho e manter a paz entre sua ex-esposa desagradável e sua noiva.
Entre os amigos do casal estão o mulherengo Dirk Black (Tony Rock), melhor amigo e produtor de Robert, e a melhor amiga e professora de Tia, Jonelle Abrahams (Terri J. Vaughn).
Na terceira temporada, Tia interrompe seu noivado com Robert, abandonando-o. Diante dessa situação, Robert é obrigado a abrigar Neesee, depois que seu prédio é destruído pelo fogo. Além de Tia, dois outros personagens coadjuvantes, Jonelle e Turtle (James Vincent), deixaram a série. Na quarta temporada, Laivan Greene se juntou ao elenco como Courtney, a filha perdida de Dirk.

## Elenco
| Ator/Atriz      | Personagem               | Temporadas | Temporadas | Temporadas | Temporadas |
| Ator/Atriz      | Personagem               | 1ª 2003    | 2ª 2004    | 3ª 2005    | 4ª 2006    |
| --------------- | ------------------------ | ---------- | ---------- | ---------- | ---------- |
| Duane Martin    | Robert James             |            |            |            |            |
| LisaRaye McCoy  | Neesee James             |            |            |            |            |
| Elise Neal      | Tia Jewel                |            |            |            |            |
| Khamani Griffin | Robert "Bobby" James Jr. |            |            |            |            |
| Tony Rock       | Dirky Black              |            |            |            |            |
| Terri J. Vaughn | Jonelle Abrahams         |            |            |            |            |
| James Vincent   | Turtle                   |            |            |            |            |
| Laivan Greene   | Courtney Black           |            |            |            |            |

### Participações especiais
- Will Smith - Johnny
- Tisha Campbell-Martin - Carmen James
- Debi Mazar - Alex
- Tyra Banks - Roni Black
- Patti LaBelle - Marvella James
- Chris Brown - Brandon
- Beyoncé Knowles - Ela mesma
- Anna Nicole Smith - Ela mesma
- Jaden Smith - Reggie
- James Avery - Lucas
- Richard Riehle -Sargento Nelson
- Vivica A. Fox - Beverly Hunter
- Kevin Hart - Greg
- Cedric the Entertainer - Clarence DeWitt
- Victoria Rowell - Deborah Cooper
- Xzibit - Ele mesmo
- Twista - Ele mesmo
- Zachary Gordon - Richie

## Episódios
| Temporada | Temporada | Episódios | Episódios | Originalmente exibido  | Originalmente exibido | Originalmente exibido |
| Temporada | Temporada | Episódios | Episódios | Estreia da temporada   | Final da temporada    | Emissora              |
| --------- | --------- | --------- | --------- | ---------------------- | --------------------- | --------------------- |
|           | 1         | 22        | 22        | 16 de setembro de 2003 | 18 de maio de 2004    | UPN                   |
|           | 2         | 22        | 22        | 21 de setembro de 2004 | 24 de maio de 2005    | UPN                   |
|           | 3         | 22        | 22        | 19 de setembro de 2005 | 15 de maio de 2006    | UPN                   |
|           | 4         | 22        | 22        | 1 de outubro de 2006   | 14 de maio de 2007    | The CW                |

## Produção

### Saída de atores
Em junho de 2005, Elise Neal, que interpretou Tia Jewel, anunciou que não voltaria para a terceira temporada da série devido ao desequilíbrio salarial entre ela e LisaRaye.[carece de fontes?]
Em agosto de 2005, Terri J. Vaughn, que interpretou Jonelle Abrahams, e James Vincent, que interpretou Turtle, também anunciaram que não voltariam à série devido a problemas de contrato.
Em novembro de 2005, Terri J. Vaughn voltou a interpretar Jonelle em uma aparição como convidado em dois episódios da segunda temporada. James Vincent voltou a interpretar Turtle em uma aparição no episódio da terceira temporada.

### Cancelamento
Em 15 de maio de 2007, a CW cancelou All of Us. A CW estava migrando para programas que mostravam mais dramas de adolescentes e jovens adultos, e afastando-se de seriados. Embora a última temporada de All of Us tenha a mesma média de espectadores da terceira temporada de The Vampire Diaries ou das últimas quatro temporadas de Smallville, ela, como todas as outras comédias, seja um show original do UPN ou WB, foi cancelada.

## Avaliações
| Temporada | Temporada | Episódios | Pré-estreia            | Temporada final    | Espectadores (em milhões) | Classificações |
| --------- | --------- | --------- | ---------------------- | ------------------ | ------------------------- | -------------- |
| 1         | 2003–04   | 22        | 16 de setembro de 2003 | 18 de maio de 2004 | 3.4                       | #176           |
| 2         | 2004–05   | 22        | 21 de setembro de 2004 | 24 de maio de 2005 | 2.6                       | #147           |
| 3         | 2005–06   | 22        | 19 de setembro de 2005 | 15 de maio de 2006 | 3.2                       | #135           |
| 4         | 2006–07   | 22        | 1 de outubro de 2006   | 14 de maio de 2007 | 2.45                      | #249           |